# Баванкевич Олександр
Олександр Баванкевич (13.01.1891, м. Стрий, суч. Львівська область —дата смерті невідома). Військовий; звання — поручник (старший лейтенант) австро-угорської армії, старшина УГА (1918 - 1920).
Відповідно до українського законодавства визнаний борцем за незалежність України у XX столітті.

## Біографія
Олександр Баванкевич у 1910 році закінчив гімназію в місті Перемишль. Був вірянином Української греко-католицької церкви, за національністю вважав себе українцем. У 1911 році подав до Львівського королівського університету імені Франца І записну картку для використання деканату, котру заповнив Олександр Баванкевич на літнє півріччя 1911–1912 н.р., в якій висловлено намір вивчати предмет "Україна в середині 17 ст." М. Грушевського. 
Від 1913 року служив в австрійській армії закінчив службу в лавах цієї армії в 1918 році в ранзі поручника. Від 1918 року до 1920 року служив в УГА. У вересні 1920 року перейшов до ЧСР, перебував у таборах Ліберці та Йозефові до 1921 року. У вересні 1921 року дістав відпустку і поступив до Українського [вільного]університету в Празі на філософічний факультет. Мав дозвіл на проживання в ЧСР до 15 липня 1925 року. Перебуваючи у Празі 22 липня 1924 року був зарахований студентом економічно-кооперативного відділу УГА (1924).
Подальша доля невідома.